# Giorgio Guzzetta
Giorgio Guzzetta COr (ur. 23 kwietnia 1682 w Piana degli Greci, zm. 21 listopada 1756 w Partinico) – włoski teolog katolicki, duchowny i misjonarz, filipin. Z narodowości był Arboreszem.

## Życiorys
W bardzo młodym wieku został oddany do Trapani, gdzie opiekę nad nim sprawowali jezuici. W 1702 roku został przyjęty do seminarium w Monreale, w trakcie nauki doskonalił znajomość języków klasycznych (tj. łacińskiego i greckiego); przyjął święcenia kapłańskie w dniu 22 grudnia 1707 roku. Przeszedł na obrządek łaciński, co umożliwiło mu wstąpienie do zakonu filipinów w 1706 roku, z czasem stając się członkiem zarządu tegoż zakonu. Od 1709 roku pełnił posługę kapłańską, został mianowany prefektem nowicjuszy przez arcybiskupa Palermo.
Mimo przejścia na obrządek łaciński podejmował działania mające na celu odrodzenie grożącego wówczas zanikiem obrządku bizantyjsko-włoskiego na Sycylii; w tym celu założył w Piana degli Greci oratorium w 1715 roku oraz greckokatolickie seminarium w 1734 roku. Starał się nawrócić na katolicyzm wyznawców prawosławia, którzy przybywali do Palermo w celach handlowych. W 1749 roku odmówił przyjęcia godności biskupa diecezji Cefalù.
Pod koniec życia był niewidomy, zmarł dnia 21 listopada 1756 roku w Partinico. Jego ciało zostało pochowane w Palermo, natomiast w 1954 roku przeniesiono je do katedry w Piana degli Albanesi.

## Życie prywatne
Pochodził z rodziny rolniczej, był synem Lorenzo i Cateriny.
Miał trzy siostry i pięciu braci; Calogero i Francesco zostali proboszczami w obrządku bizantyjsko-włoskim, Serafino był zakonnikiem, natomiast Giuseppe studiował medycynę, zmarł w wieku 22 lat.